# FC Ryūkyū
O FC Ryūkyū é um clube de futebol japonês, sediado em Okinawa. A equipe compete na J2 League, a segunda divisão da Terra do Sol Nascente. Ryūkyū é o histórico nome da prefeitura de Okinawa.

## História
O clube foi fundado em 2003 proposto por jogadores da ilha de Okinawa - a maioria deles veio do Okinawa Kariyushi, fundado em 1999 e que chamou a atenção ao contratar o ex-jogador da Seleção Japonesa Ruy Ramos, que trabalhou como diretor e também disputou alguns jogos (ele não entrava em campo desde 1998).
Com grandes ambições o clube já teve o francês Philippe Troussier (ex-técnico dos Samurais Azuis) como diretor esportivo entre 2007 e 2010.
Em 2018, o FC Ryūkyū garantiu o acesso à segunda divisão depois de empatar com o Nagano Parceiro por 1 a 1, e conquistou o título com 2 rodadas de antecedência após derrotar o Thespakusatsu Gunma. Foi o time que mais venceu (20 vezes) e sofreu apenas 6 derrotas. Os artilheiros do time na terceira divisão foram Kazaki Nakagawa e Yuta Togashi, ambos com 16 gols.
Na primeira participação do clube na J2, o Ryukyu chegou a liderar por 5 rodadas, mesmo possuindo o menor orçamento da competição. Os problemas defensivos e a saída de jogadores importantes fizeram com que a equipe despencasse na tabela, ficando inclusive na 19ª posição na 30ª rodada. Uma sequência de 4 vitórias como visitante garantiu a permanência do Ryukyu na J2 de 2020

## Treinadores
- George Yonashiro (2004–2007)
- Hideo Yoshizawa (2007)
- Jean-Paul Rabier (2008)
- Philippe Troussier (2008–2010)
- Takeo Matsuda (2012)
- Norihiro Satsukawa (2013–2015)
- Kim Jong-song (2016–2018)
- Yasuhiro Higuchi (2019–2021)[3]
- Tetsuhiro Kina (2021–2022)[4][5]
- Kazuki Kuranuki (2022)
- Nacho Fernández (2022–)